# Cyathea capensis
Cyathea capensis är en ormbunkeart. Cyathea capensis ingår i släktet Cyathea och familjen Cyatheaceae.

## Underarter
Arten delas in i följande underarter:
- C. c. capensis
- C. c. polypodioides

## Bildgalleri

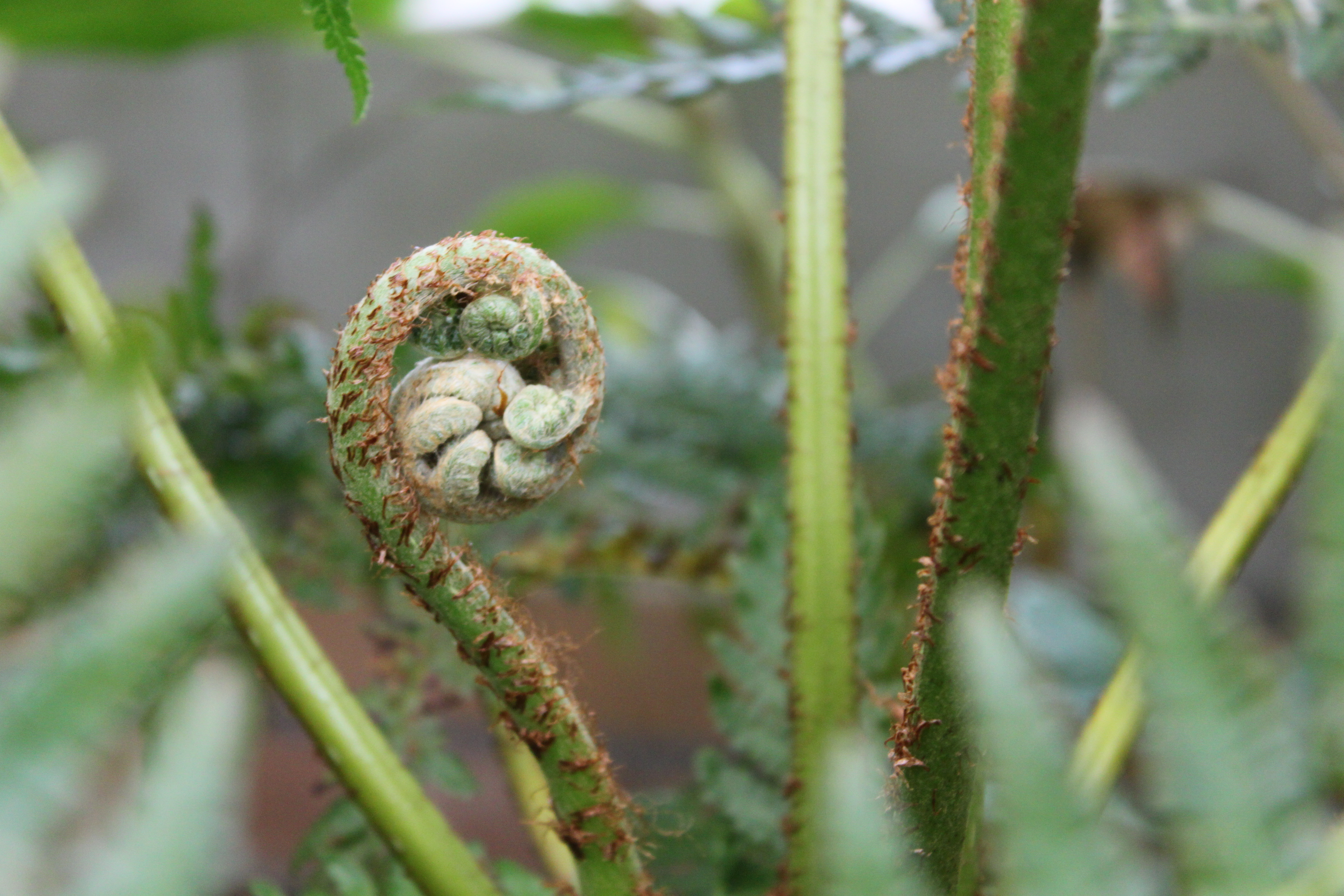